# Asiatherium reshetovi
L'asiaterio (Asiatherium reshetovi) è un mammifero estinto, forse appartenente ai metateri. Visse nel Cretaceo superiore (Campaniano - Maastrichtiano, circa 74 - 71 milioni di anni fa) e i suoi resti fossili sono stati ritrovati in Mongolia.

## Descrizione
Questo animale era della taglia di un topo, ed è conosciuto grazie a uno scheletro articolato e completo, con tanto di cranio. La dentatura di Asiatherium assomigliava a quella dei marsupiali: come questi possedeva tre premolari e quattro molari, e la mandibola era leggermente ricurva. Rispetto ad altri animali simili come Deltatheridium, Asiatherium era ancor più simile ai marsupiali in quanto i molari erano dotati di paraconidi più bassi dei metaconidi e le cuspidi entoconide-ipoconulide sui molari inferiori erano appaiate. In ogni caso, la piattaforma stilare dei molari superiori era più stretta e le cuspidi stilari erano più deboli rispetto a quelle dei marsupiali primitivi. I molari superiori erano differenti da quelli dei marsupiali, poiché possedevano precingula e postcingula espansi (Szalay e Trofimov, 1996).

## Classificazione
Asiatherium reshetovi venne descritto per la prima volta nel 1994, sulla base di fossili ritrovati nella zona di Udan-Sayr, in Mongolia. Asiatherium sembrerebbe essere imparentato con i marsupiali, ma probabilmente apparteneva a un differente clade di metateri, a cui appartenevano i cosiddetti deltateroidi (tra cui Deltatheriudium). Lo scheletro di Asiatherium era simile a quello dei teri (Theria) basali terrestri; erano presenti le ossa epipubiche, tipiche anche dei marsupiali.